# Warunek konieczny
Warunek konieczny – wniosek wypływający z danego faktu. Jeżeli fakt ma zaistnieć, to zaistnieć (koniecznie) musi również fakt będący wnioskiem.
Na przykład: jeżeli liczba jest podzielna przez 15, to jej ostatnią cyfrą jest 0 lub 5.
Jest to oczywiste, bo liczba podzielna przez 15 jest podzielna przez 5, a ostatnią cyfrą takiej liczby może być jedynie 0 lub 5. Zatem — to, że ostatnią cyfrą liczby jest 0 lub 5 jest warunkiem koniecznym dla podzielności przez 15 — liczba koniecznie musi mieć ostatnią cyfrę 0 lub 5, by była podzielna przez 15. Nie ma zatem sensu badanie podzielności przez 15 liczb, które nie kończą się na 0 lub 5.
Nie jest to jednak warunek wystarczający — liczba może kończyć się na 0 lub 5, a jednak nie być podzielna przez 15 (np. 20).